# クリーモフ (企業)
株式公開会社「クリーモフ」（かぶしきこうかいがいしゃクリーモフ；ロシア語:Конструкторские бюро, официально—ОАО «Климов»）は、ロシアのガスタービンエンジン開発製造企業である。ソ連時代には「クリーモフ設計局」として航空機用のレシプロエンジンやジェットエンジンを生産していた。

## 歴史
航空工学における科学者ヴラジーミル・ヤーコヴレヴィチ・クリーモフ (Владимир Яковлевич Климов) (1892年生-1962年没)が率いていた。
1930年代初頭に液冷式のイスパノ・スイザ 12Y V型12気筒エンジンをライセンス生産した。
第二次世界大戦後はイギリスのターボジェットエンジンであるロールス・ロイス ダーウェントとロールス・ロイス ニーンのリバースエンジニアリングに成功した。

## エンジン

### レシプロエンジン
- M-100
- M-103
- M-105 (VK-105)
- VK-106
- VK-107 と VK-108

### ガスタービンエンジン
- RD-33 - イソトフRD-33とも呼ばれる
  - RD-93 - RD-33のギアボックスをエンジンケーシング下部に配置した派生型。
- RD-35
- RD-45 と VK-1 - ニーンのリバースエンジニアリング
- RD-500 - ダーヴェントのリバースエンジニアリング

### ターボシャフトエンジン
- GTD-350
- TV2-117
- TV3-117 - 世界で最も信頼性の高い航空用エンジンとしても知られる
- TV7-117

## 補助動力装置(APU)
- GTDE-117
- VK-100
- VK-150